# Hystrichomorpha acanthina
Hystrichomorpha acanthina är en fjärilsart som beskrevs av Diakonoff 1954. Hystrichomorpha acanthina ingår i släktet Hystrichomorpha och familjen Carposinidae. Inga underarter finns listade i Catalogue of Life.